# Danh sách giải thưởng và đề cử của Đặng Nhật Minh
Đặng Nhật Minh là một đạo diễn, biên kịch điện ảnh kiêm chính trị gia, người Việt Nam đầu tiên nhận giải thưởng Thành tựu trọn đời tại một liên hoan phim quốc tế. Ông bắt đầu sự nghiệp đạo diễn phim điện ảnh với bộ phim Chị Nhung vào năm 1970, và thành công với hàng loạt bộ phim như Đừng đốt, Cô gái trên sông, Thương nhớ đồng quê, Mùa ổi. Năm 1985, Bao giờ cho đến tháng Mười được công chiếu tại Liên hoan phim quốc tế Hawaii, đánh đấu lần đầu tiên một bộ phim điện ảnh Việt Nam được trình chiếu tại một liên hoan phim của Hoa Kỳ. Đây cũng là bộ phim được đài truyền hình CNN liệt vào danh sách 18 bộ phim châu Á xuất sắc nhất mọi thời đại.

## Liên hoan phim quốc nội

### Liên hoan phim Việt Nam
| Năm  | Hạng mục             | Tác phẩm                   | Kết quả       | Nguồn         |
| ---- | -------------------- | -------------------------- | ------------- | ------------- |
| 1973 | Phim truyện điện ảnh | Chị Nhung                  | Bằng khen     | [ 6 ] [ 7 ]   |
| 1977 | Phim tài liệu        | Tháng 5 – Những gương mặt  | Bông sen bạc  | [ 8 ]         |
| 1980 | Phim tài liệu        | Nguyễn Trãi                | Bông sen bạc  | [ 9 ]         |
| 1983 | Phim truyện điện ảnh | Thị xã trong tầm tay       | Bông sen vàng | [ 10 ] [ 11 ] |
| 1983 | Biên kịch xuất sắc   | Thị xã trong tầm tay       | Đoạt giải     | [ 12 ]        |
| 1985 | Phim truyện điện ảnh | Bao giờ cho đến tháng Mười | Bông sen vàng | [ 13 ] [ 14 ] |
| 1985 | Đạo diễn xuất sắc    | Bao giờ cho đến tháng Mười | Đoạt giải     | [ 15 ]        |
| 1987 | Phim truyện điện ảnh | Cô gái trên sông           | Bông sen bạc  | [ 16 ]        |
| 1996 | Đạo diễn xuất sắc    | Thương nhớ đồng quê        | Đoạt giải     | [ 17 ] [ 18 ] |
| 1996 | Phim tài liệu        | Hồ Chí Minh với Trung Quốc | Bông sen vàng | [ 19 ]        |
| 1999 | Phim truyện điện ảnh | Hà Nội mùa đông năm 46     | Bông sen bạc  | [ 20 ]        |
| 1999 | Đạo diễn xuất sắc    | Hà Nội mùa đông năm 46     | Đoạt giải     | [ 21 ]        |
| 2001 | Phim truyện điện ảnh | Mùa ổi                     | Bông sen vàng | [ 22 ]        |
| 2009 | Phim truyện điện ảnh | Đừng đốt                   | Bông sen vàng | [ 23 ] [ 24 ] |
| 2009 | Biên kịch xuất sắc   | Đừng đốt                   | Đoạt giải     | [ 25 ]        |

### Giải thưởng Hội Điện ảnh Việt Nam
| Năm  | Hạng mục           | Tác phẩm                   | Kết quả | Nguồn         |
| ---- | ------------------ | -------------------------- | ------- | ------------- |
| 1995 | Phim truyện nhựa   | Trở về                     | Giải B  | [ 26 ] [ 27 ] |
| 1996 | Phim truyện nhựa   | Thương nhớ đồng quê        | Giải A  | [ 28 ] [ 29 ] |
| 1997 | Phim tài liệu nhựa | Hồ Chí Minh với Trung Quốc | Giải A  | [ 30 ] [ 31 ] |
| 1998 | Phim truyện nhựa   | Hà Nội mùa đông năm 46     | Giải A  | [ 32 ] [ 33 ] |
| 2001 | Phim truyện nhựa   | Mùa ổi                     | Giải A  | [ 34 ] [ 35 ] |

### Giải Cánh diều
| Năm  | Hạng mục             | Tác phẩm | Kết quả        | Nguồn         |
| ---- | -------------------- | -------- | -------------- | ------------- |
| 2010 | Phim truyện điện ảnh | Đừng đốt | Cánh diều vàng | [ 36 ]        |
| 2010 | Đạo diễn xuất sắc    | Đừng đốt | Đoạt giải      | [ 37 ] [ 38 ] |

## Liên hoan phim quốc tế

### Liên hoan phim quốc tế Moskva
| Năm  | Hạng mục                              | Tác phẩm                   | Kết quả   | Nguồn       |
| ---- | ------------------------------------- | -------------------------- | --------- | ----------- |
| 1971 | Giải thưởng chính                     | Chị Nhung                  | Đề cử     | [ 39 ]      |
| 1971 | Giải của Hội Liên hiệp phụ nữ Liên Xô | Chị Nhung                  | Bằng khen | [ 6 ] [ 7 ] |
| 1985 | Giải thưởng chính                     | Bao giờ cho đến tháng Mười | Đề cử     | [ 40 ]      |
| 1985 | Giải của Ủy ban Bảo vệ hòa bình       | Bao giờ cho đến tháng Mười | Đoạt giải | [ 41 ]      |

### Liên hoan phim ba châu lục
| Năm  | Hạng mục                  | Tác phẩm                   | Kết quả   | Nguồn  |
| ---- | ------------------------- | -------------------------- | --------- | ------ |
| 1985 | Giải Khí cầu đốt lửa vàng | Bao giờ cho đến tháng Mười | Đề cử     | [ 42 ] |
| 1996 | Giải Khí cầu đốt lửa vàng | Thương nhớ đồng quê        | Đề cử     | [ 43 ] |
| 1996 | Giải khán giả             | Thương nhớ đồng quê        | Đoạt giải | [ 43 ] |

### Liên hoan phim quốc tế Locarno
| Năm  | Hạng mục                   | Tác phẩm | Kết quả   | Nguồn         |
| ---- | -------------------------- | -------- | --------- | ------------- |
| 2000 | Giải Báo vàng              | Mùa ổi   | Đề cử     | [ 44 ] [ 45 ] |
| 2000 | Giải của ban giám khảo trẻ | Mùa ổi   | Đoạt giải | [ 46 ]        |
| 2000 | Giải Donkihote             | Mùa ổi   | Đoạt giải | [ 46 ]        |

### Liên hoan phim quốc tế Hawaii
| Năm  | Hạng mục               | Tác phẩm                   | Kết quả       | Nguồn         |
| ---- | ---------------------- | -------------------------- | ------------- | ------------- |
| 1985 | Giải của ban giám khảo | Bao giờ cho đến tháng Mười | Giải đặc biệt | [ 47 ] [ 48 ] |

### Liên hoan phim châu Á-Thái Bình Dương
| Năm  | Hạng mục               | Tác phẩm                   | Kết quả       | Nguồn  |
| ---- | ---------------------- | -------------------------- | ------------- | ------ |
| 1989 | Giải của ban giám khảo | Bao giờ cho đến tháng Mười | Giải đặc biệt | [ 49 ] |
| 1994 | Giải của ban giám khảo | Trở về                     | Giải đặc biệt | [ 50 ] |
| 1995 | Giải Kodak             | Thương nhớ đồng quê        | Đoạt giải     | [ 51 ] |

### Liên hoan phim quốc tế Rotterdam
| Năm  | Hạng mục    | Tác phẩm            | Kết quả   | Nguồn  |
| ---- | ----------- | ------------------- | --------- | ------ |
| 1996 | Phim NETPAC | Thương nhớ đồng quê | Đoạt giải | [ 43 ] |
| 2001 | Phim NETPAC | Mùa ổi              | Đoạt giải | [ 52 ] |

### Liên hoan phim quốc tế Namur
| Năm  | Hạng mục              | Tác phẩm            | Kết quả   | Nguồn  |
| ---- | --------------------- | ------------------- | --------- | ------ |
| 1996 | Giải ACCT Promotional | Thương nhớ đồng quê | Đoạt giải | [ 53 ] |
| 2000 | Bằng khen đặc biệt    | Mùa ổi              | Đoạt giải | [ 54 ] |

### Liên hoan phim quốc tế Fribourg
| Năm  | Hạng mục      | Tác phẩm            | Kết quả   | Nguồn  |
| ---- | ------------- | ------------------- | --------- | ------ |
| 1997 | Giải khán giả | Thương nhớ đồng quê | Đoạt giải | [ 43 ] |

### Liên hoan phim quốc tế Vesoul
| Năm  | Hạng mục      | Tác phẩm            | Kết quả   | Nguồn  |
| ---- | ------------- | ------------------- | --------- | ------ |
| 1997 | Giải khán giả | Thương nhớ đồng quê | Đoạt giải | [ 55 ] |

### Liên hoan phim quốc tế Singapore
| Năm  | Hạng mục             | Tác phẩm | Kết quả | Nguồn  |
| ---- | -------------------- | -------- | ------- | ------ |
| 2001 | Phim châu Á hay nhất | Mùa ổi   | Đề cử   | [ 56 ] |

### Liên hoan phim quốc tế Oslo
| Năm  | Hạng mục                       | Tác phẩm | Kết quả       | Nguồn  |
| ---- | ------------------------------ | -------- | ------------- | ------ |
| 2001 | Hiệp hội phê bình phim quốc tế | Mùa ổi   | Giải đặc biệt | [ 46 ] |

### Liên hoan phim quốc tế Fukuoka
| Năm  | Hạng mục                            | Tác phẩm | Kết quả   | Nguồn  |
| ---- | ----------------------------------- | -------- | --------- | ------ |
| 2009 | Phim hay nhất do khán giả bình chọn | Đừng đốt | Đoạt giải | [ 57 ] |

### Liên hoan phim quốc tế Hà Nội
| Năm  | Hạng mục               | Tác phẩm | Kết quả | Nguồn  |
| ---- | ---------------------- | -------- | ------- | ------ |
| 2022 | Phim dài xuất sắc nhất | Hoa nhài | Đề cử   | [ 58 ] |

### Liên hoan Thanh niên Thế giới
| Năm  | Hạng mục | Tác phẩm  | Kết quả   | Nguồn       |
| ---- | -------- | --------- | --------- | ----------- |
| 1973 | —        | Chị Nhung | Bằng khen | [ 6 ] [ 7 ] |

### Liên hoan phim quốc tế Gwangju
| Năm  | Hạng mục                                  | Tác phẩm | Kết quả   | Nguồn         |
| ---- | ----------------------------------------- | -------- | --------- | ------------- |
| 2005 | Thành tựu trọn đời                        | —        | Đoạt giải | [ 59 ] [ 60 ] |
| 2013 | Giải thưởng Điện ảnh Hòa bình Kim Daejung | —        | Đoạt giải | [ 61 ] [ 62 ] |

### Liên hoan phim quốc tế Amiens
| Năm  | Hạng mục                      | Tác phẩm | Kết quả   | Nguồn         |
| ---- | ----------------------------- | -------- | --------- | ------------- |
| 2016 | Kỳ lân danh dự (Licorne d’Or) | —        | Đoạt giải | [ 63 ] [ 64 ] |

### Liên hoan phim Châu Á Đà Nẵng
| Năm  | Hạng mục           | Tác phẩm | Kết quả   | Nguồn  |
| ---- | ------------------ | -------- | --------- | ------ |
| 2024 | Thành tựu điện ảnh | —        | Đoạt giải | [ 65 ] |

## Các giải thưởng khác
| Năm  | Giải thưởng                               | Quốc gia | Hạng mục | Nguồn         |
| ---- | ----------------------------------------- | -------- | -------- | ------------- |
| 1998 | Huân chương Lao động hạng Nhất            | Việt Nam |          | [ 66 ]        |
| 1999 | Giải thưởng Nikkei Châu Á                 | Nhật Bản | Văn hóa  | [ 67 ]        |
| 2007 | Giải thưởng Hồ Chí Minh                   | Việt Nam | Điện ảnh | [ 68 ] [ 69 ] |
| 2017 | Huân chương Độc lập hạng Ba               | Việt Nam |          | [ 69 ] [ 70 ] |
| 2022 | Huân chương Hiệp sĩ Nghệ thuật và Văn học | Pháp     |          | [ 71 ] [ 72 ] |